# Adrià Pericas
Adrià Pericas Capdevila (* 26. Mai 2006 in Tona) ist ein spanischer Radrennfahrer, der im Straßenradsport aktiv ist.

## Sportlicher Werdegang
Als Junior war Pericas vorrangig in seiner Heimat Spanien erfolgreich, wo er 2024 mehrere Etappenrennen gewann und spanischer Junioren-Meister im Einzelzeitfahren wurde. Er war Mitglied im Nationalteam und startete im UCI Men Juniors Nations’ Cup sowie bei internationalen Meisterschaften. Mit dem Gesamtsieg bei der Trofeo Comune di Pieve del Grappa sowie dem zweiten Gesamtrang bei der Tour du Pays de Vaud machte er auch auf internationaler Ebene auf sich aufmerksam.
Mit dem Wechsel in die U23 wurde Pericas 2025 Mitglied im UAE Team Emirates Gen Z. Seinen ersten Sieg in der Elite erzielte er mit dem Gewinn der zweiten Etappe der Istrian Spring Trophy, die Rundfahrt beendete er auf dem zweiten Gesamtrang. Bei der Asturien-Rundfahrt wurde er im WorldTeam eingesetzt und war zweitbester Fahrer des Teams. Sein Potential stellte er beim Giro Next Gen mit zwei dritten Etappenrängen auf den Bergetappen sowie dem siebten Gesamtrang erneut unter Beweis. 
Zur Saison 2026 erhielt Pericas einen Vertrag im UAE Team Emirates-XRG über fünf Jahre bis einschließlich 2030.

## Erfolge
2023
- Bergwertung Eroica Juniores

2024
- Gesamtwertung Trofeo Comune di Pieve del Grappa
- spanischer Junioren-Meister – Einzelzeitfahren

2025
- eine Etappe Istrian Spring Trophy